# Plutonsofficer
Plutonsofficer var en befälskår som skapades vid 1972 års tjänsteställningsreform i Krigsmakten, då den tidigare underbefälskåren upphörde och delades i två olika befälskårer. Befälsnivån plutonsbefäl existerar som ett separat begrepp och skall ej sammanblandas med befälskåren plutonsofficerare.

## Befälskårer
Genom den tjänsteställningsreform som genomfördes den 1 juli 1972 reformerades de tre existerande befälskårerna för underbefäl, underofficerare och officerare. Uppdelningen i tre olika befälskårer bibehölls, men istället förändrades deras benämningar till plutonsofficerare, kompaniofficerare samt regementsofficerare.
Underbefälen indelades genom reformen antingen som plutonsofficerare eller som gruppchefer, vilket var en separat befälskår för de lägsta befälsgraderna, dock utan att benämnas som officerskår.
| Före 1972-07-01 | Efter 1972-07-01 |
| --------------- | ---------------- |
| Officer         | Regementsofficer |
| Underofficer    | Kompaniofficer   |
| Underbefäl      | Plutonsofficer   |
| Underbefäl      | Gruppchef        |

## Befälsgrader
Äldre personal, det vill säga rustmästare och överfurirer, befordrades till fanjunkare och sergeanter, medan yngre personal efter befordran placerades i den nya befälskåren för gruppchefer. Yngre personal definierades i Kungl. Maj:ts proposition som  "furirer och lägre". Äldre yrkespersonal var de som efter den 1 juli 1972 kom att konstituera den nya plutonsofficerskåren. Inom gruppen överfurirer gjordes en uppdelning där äldre överfurirer blev fanjunkare, medan de yngre överfurirerna blev sergeanter.
| Tjänstgöringstid | Underbefäl        | Plutonsofficer   | Gruppchef        | Befälsnivå   |
| ---------------- | ----------------- | ---------------- | ---------------- | ------------ |
| Tjänstgöringstid | Före 1972-07-01   | Efter 1972-07-01 | Efter 1972-07-01 | Befälsnivå   |
| Äldre personal   | Rustmästare       | Fanjunkare       | -                | Plutonsbefäl |
| Äldre personal   | Överfurir (äldre) | Fanjunkare       | -                | Plutonsbefäl |
| Äldre personal   | Överfurir (yngre) | Sergeant         | -                | Plutonsbefäl |
| Yngre personal   | Furir             | -                | Överfurir        | Gruppbefäl   |
| Yngre personal   | Korpral           | -                | Furir            | Gruppbefäl   |
| Yngre personal   | Vicekorpral       | -                | Korpral          | Gruppbefäl   |

## Tjänsteställning

### Underbefäl
Underbefäl var en yrkesanställd befälskår i Krigsmakten, hierarkiskt placerad mellan underofficerskåren och manskapet.
| Ordningsföljd | Officer  | Underofficer | Underbefäl  |
| ------------- | -------- | ------------ | ----------- |
| 8             | Kapten   | -            | -           |
| 9             | -        | Förvaltare   | -           |
| 10            | Löjtnant | -            | -           |
| 11            | -        | Fanjunkare   | -           |
| 12            | Fänrik   | -            | -           |
| 13            | -        | Sergeant     | -           |
| 14            | -        | -            | Rustmästare |
| 15            | -        | -            | Överfurir   |
| 16            | -        | -            | Furir       |
| 17            | -        | -            | Korpral     |
| 18            | -        | -            | Vicekorpral |

### Plutonsofficerare
Efter reformen placerades sig plutonsofficerskåren hierarkiskt mellan kompaniofficerare och gruppchefer. Principiellt medförde reformen att senioritet mellan två officerare normalt skulle räknas endast i tjänstgöringstid, men för plutonsofficerare fanns ingen överlappning på det sätt som fanns mellan kompani- och regementsofficerare, med löjtnants och kaptens grad existerande i två skilda officerskårer. Värnpliktigt plutonsbefäl räknades alltid efter yrkesanställt befäl av samma grad.
| Befälsnivå   | Ordningsföljd | Regementsofficer | Kompaniofficer | Plutonsofficer | Gruppchef |
| ------------ | ------------- | ---------------- | -------------- | -------------- | --------- |
| Kompanibefäl | 8             | Kapten           | Kapten         | -              | -         |
| Kompanibefäl | 9             | Löjtnant         | Löjtnant       | -              | -         |
| Kompanibefäl | 10            | -                | Fänrik         | -              | -         |
| Plutonsbefäl | 11            | -                | -              | Fanjunkare     | -         |
| Plutonsbefäl | 12            | -                | -              | Sergeant       | -         |
| Gruppbefäl   | 13            | -                | -              | -              | Överfurir |
| Gruppbefäl   | 14            | -                | -              | -              | Furir     |
| Gruppbefäl   | 15            | -                | -              | -              | Korpral   |

### Yrkesofficer
Ny befälsordning (NBO) infördes den 1 juni 1983 och innebar att uppdelningen i tre olika officerskårer slopades till förmån för en enhetlig befälskår med beteckningen yrkesofficer. Fanjunkare befordrades genom reformen till löjtnant, och sergeanter till fänrik. Fänrik blev därmed den lägsta befälsgraden för yrkesanställt befäl.
| Plutonsofficer  | Yrkesofficer     |
| --------------- | ---------------- |
| Före 1983-06-01 | Efter 1983-08-01 |
| Fanjunkare      | Löjtnant         |
| Sergeant        | Fänrik           |